# لام سويت
لام سويت هو ممثل صيني ولد في 8 يوليو 1964 في تيانجين، الصين.

## ولادته
ولد لام في تيانجين، الصين وذهب إلى هونغ كونغ عندما كان شابًا في عام 1979 لتلقي أموال ميراث جده، بعد فترة وجيزة تم تبديد كل الأموال واضطر لام إلى العمل في وظائف مختلفة لكسب المال.

## روابط خارجية
لام سويت على موقع IMDb (الإنجليزية)
- لام سويت على موقع ألو سيني (الفرنسية)
- لام سويت على موقع ميوزك برينز (الإنجليزية)
- لام سويت على موقع أول موفي (الإنجليزية)
- لام سويت على موقع قاعدة بيانات الفيلم (الإنجليزية)
- لام سويت على موقع كينوبويسك (الروسية)